# Bredåkra randdelta
Bredåkra randdelta är ett komplex av israndbildningar, randdeltan och rullstensåsar i Blekinge, norr om Ronneby.